# Madagascar aux Jeux olympiques
Madagascar participe aux Jeux olympiques depuis 1964 et a envoyé des athlètes à chaque jeu depuis cette date sauf en 1976 et en 1988. 
Le pays a participé trois fois aux Jeux d'hiver en 2006, 2018 et 2022 sans remporter de médaille. 
Le Comité national olympique de Madagascar a été créé en 1963 et a été reconnu par le Comité international olympique (CIO) en 1964.